# Chris Carter (cestista)
Christopher John Carter, detto Chris (Port St. Lucie, 7 maggio 1992), è un cestista statunitense.

## Palmarès
- ProA: 2

RASTA Vechta: 2017-2018
Rostock Seawolves: 2021-2022